# Samtgemeinde Grafschaft Hoya
De Samtgemeinde Grafschaft Hoya is een Samtgemeinde in de Duitse deelstaat Nedersaksen. Het is een samenwerkingsverband van tien kleinere gemeenten in het noorden van Landkreis Nienburg/Weser. Het bestuur is gevestigd in Hoya.

## Deelnemende gemeenten
1. Hoya (3.865)
2. Bücken ,incl. de dorpjes en gehuchten Altenbücken met Stendern, Calle, Dedendorf en Duddenhausen met Barke. (2.101)
3. Eystrup (3.364)
4. Gandesbergen (471)
5. Hämelhausen (587)
6. Hassel (Weser) (1.775)
7. Hilgermissen, (2.161) inclusief Eitzendorf, Heesen, Magelsen, Mehringen, Ubbendorf, Wechold en Wienbergen. Dit is het gedeelte van de Samtgemeinde op de westoever ten noorden van Hoya.
8. Hoyerhagen, ten westen van Hoya, (942)
9. Schweringen (781)
10. Warpe, incl. de gehuchten Helzendorf, Nordholz en Windhorst (719)

Tussen haakjes het aantal inwoners per 31 december 2018.

## Ligging, verkeer, vervoer
De gemeente ligt aan weerszijden van het dal van de Wezer op tussen 5 en 35 meter boven zeeniveau. Buurgemeentes zijn o.a. Dörverden in het noorden en Bruchhausen-Vilsen in het westen.

### Wegverkeer
De Bundesstraße 215 Nienburg/Weser- Verden, loopt binnen de gemeente o.a. door Eystrup en Hassel. In Hassel begint een belangrijke zijweg (geen Bundesstraße) in westelijke richting. Deze weg overbrugt de Wezer en loopt dan door het stadje Hoya naar buurgemeente Bruchhausen-Vilsen.
Van Eystrup kan men over een goede secundaire weg 12 km oostwaarts rijden naar Rethem. Wie hier linksaf de Bundesstraße 209 op rijdt bereikt 14 km verder afrit 27 van de Autobahn A27 en nog 3 km verder het centrum van Walsrode.

### Openbaar vervoer
De spoorlijn Wunstorf - Bremerhaven loopt sinds 1847 door de huidige Samtgemeinde. In station Eystrup stoppen de stoptreinen op dit traject ieder uur. 
Het spoorwegstation van Hoya zelf wordt alleen nog aangedaan door de toeristische Kaffkieker-treintjes op de museumspoorlijn Syke- Eystrup v.v.
Tussen het stadje Hoya rijdt via Bücken op werkdagen ieder uur een bus naar Nienburg/Weser v.v. en iedere twee uur een lijnbus, via Bruchhausen-Vilsen, naar Syke. deze bussen rijden niet na 20.00 's avonds.  Daarnaast rijden in de gemeente nog andere buslijnen, die echter alleen bedoeld zijn voor vervoer van scholieren, en dus 's avonds, in de schoolvakanties en in de weekeinden niet rijden.

### Scheepvaart
Hoya heeft aan de westoever van de Wezer een kleine binnenhaven.

### Vliegverkeer
Voor liefhebbers van de zweefvliegsport is er direct ten oosten van het centrum van Hoya een zweefvliegveld aanwezig. Dit Segelfluggelände Hoya is het enige overblijfsel van een Fliegerhorst van de Luftwaffe van het Derde Rijk. Het vliegveldje heeft één graspiste van 900 × 100 meter.

## Economie
In Hoya staat een grote kartonfabriek van het Ierse concern Smurfit Kappa.
In Eystrup staat een grote fabriek van vruchtensiroop, jam e.d., die o.a. voor de Lidl en andere supermarkten, ook buiten Duitsland, huismerkjam en jam onder de eigen bedrijfsnaam produceert.
Daarnaast is er op vrij grote schaal nog akkerbouw, o.a. verbouw van asperges, en veel midden- en kleinbedrijf van ten hoogste regionaal belang.

## Geschiedenis

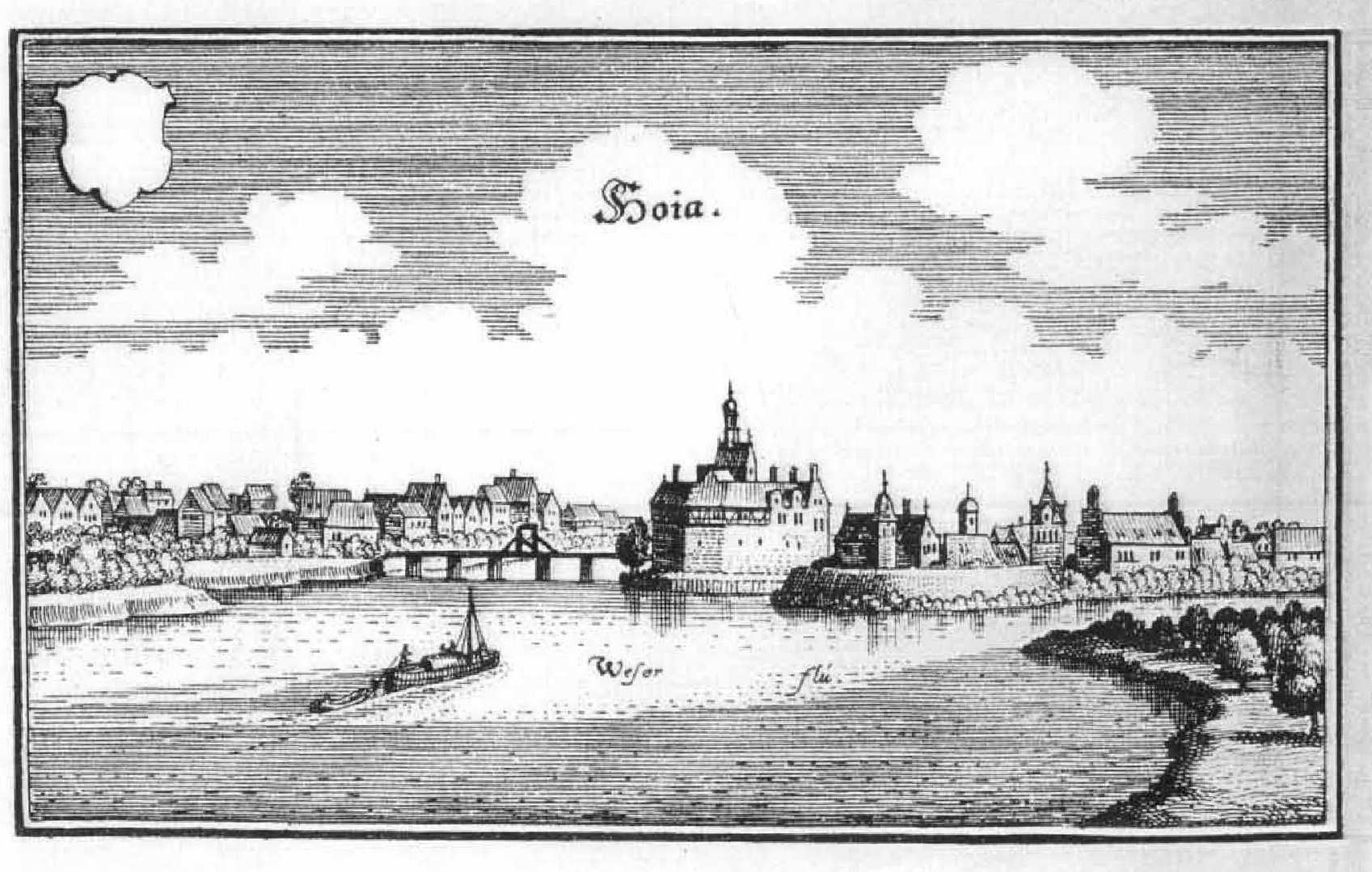
Merian-ets van Hoya uit 1647
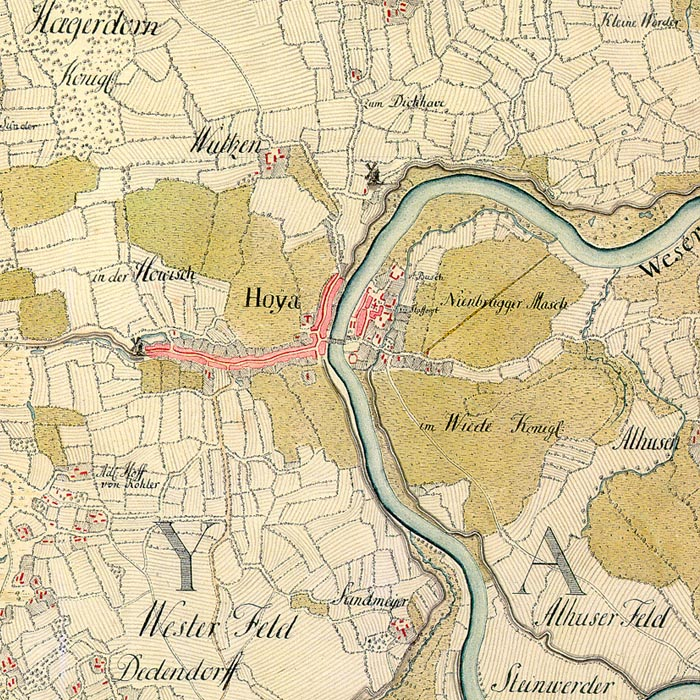
Gereconstrueerde kaart van Hoya in de 17e eeuw.

Zie ook onder: Graafschap Hoya.
Nabij Eystrup is een schat van bronzen voorwerpen, waaronder een halsketting met barnsteen, gevonden, die van rond 750 v. Chr. gedateerd wordt. Ook elders in de gemeente zijn vondsten uit de prehistorie gedaan.
De plaats Hoya werd rond 1150 voor het eerst in een document vermeld als Hogen (wellicht: bij de hoogte, bij de hoge (burcht)). Het ontwikkelde zich onder een voor 1233 gebouwd, op een heuveltje aan de oostoever van de Wezer gelegen kasteel, stamslot van de graven van Hoya. De kerk werd dicht bij het slot gebouwd, ook op de oostoever. De Wezer stroomde ook vroeger al dwars door de huidige stad heen. Hoya is in 1625 en 1626, tijdens de Dertigjarige Oorlog, het toneel geweest van zware strijd tussen katholieke troepen onder Tilly en protestantse troepen onder Christiaan IV van Denemarken. Deze laatsten wonnen de slag, waarna Hoya voortaan overwegend evangelisch-luthers was. In later tijd werd Hoya vooral op de westoever van de Wezer uitgebreid. Pas in 1929 werd Hoya officieel stad; daarvoor was het een vlek, evenals Bücken.
Aartsbisschop Rembertus van Hamburg/Bremen liet in 882 nabij het al bestaande Altenbücken een missiepost, tevens sticht bouwen. Hiermee in relatie stond de van 882 tot ca. 1206 bestaande „Veste Hodenberg“, een kasteeltje aan de Wezer bij Bücken. De missiepost werd welvarend en groeide uit tot het dorp Bücken, dat in 1413 van de heren van het Graafschap Hoya een privilegebrief kreeg. Daardoor werd Bücken een vlek. De status van het plaatsje was nu tussen dorp en stad in.
Hoyerhagen huisvestte in de 18e en 19e eeuw een beroemde stoeterij, Domäne Memsen genaamd. Hier werden tot 1866 wit geboren schimmels gefokt. Alleen de keurvorsten van Hannover en de koningen van Engeland mochten deze berijden.
In november 1951 werd het dorp Eystrup opgeschrikt door een tegen de jamfabriek gerichte aanslag d.m.v. een bombrief. Het poststuk werd in het Eystruper postkantoor geopend door een kantoormedewerkster van de fabriek, die door de daarop volgende explosie om het leven kwam. De dader, die een jaar later gearresteerd werd, had o.a. dit bedrijf geld willen afpersen. Deze zaak was in die tijd een van de geruchtmakendste misdrijven in Duitsland.
Van 1974 tot de samenvoeging met Hoya in 2011 was Eystrup een aparte Samtgemeinde samen met Gandesbergen, Hämelhausen en Hassel.

## Bezienswaardigheden, natuurschoon, toerisme
- De evangelisch-lutherse stichtskerk Bücken (St. Materniani et St. Nicolai) dateert van omstreeks het jaar 1200, maar werd rond 1870 zeer ingrijpend verbouwd. Tot het interieur van deze bezienswaardige kerk (die vanwege haar omvang de bijnaam Bücker Dom heeft) behoort een kunsthistorisch belangrijk triomfkruis (anno 1270) en nog talrijke beelden en andere liturgische voorwerpen uit de periode 1300-1870.
- De evangelisch-lutherse[2] St. Maartenskerk in de stad Hoya is niet meer als kerk, maar als cultureel centrum in gebruik. Een deel van het gebouw is 13e-eeuws, het middenstuk in vakwerkstijl is 18e-eeuws, de overige delen dateren van de 19e en 20e eeuw.
- De architectuurgeschiedenis van de Cosmas- en Damianuskerk (12e-13e eeuw) in Hassel is wetenschappelijk niet onbelangrijk.
- Fraaie, oude vakwerkhuizen en -boerderijen zijn o.a. te vinden:
  - aan de Ostertorstraße  te Bücken
  - in Schweringen
  - te Warpe (de partyboerderij)
- Oude windmolens zijn te vinden te Eystrup (1861; als trouwlocatie in gebruik) en te Hoyerhagen.
- Toeristische ritten  met het dieseltreintje Kaffkieker zijn mogelijk  op zondagen in de zomer op de museumspoorlijn tussen Eystrup, Hoya, Bruchhausen-Vilsen en Station Hoya.
- In mosterdfabriek Leman te Eystrup staat een als Duits industrieel erfgoed erkende stoommachine. Deze kan af en toe worden bezichtigd, ook als deze in werking is.
- Verspreid natuurschoon, o.a. Alhauser Ahe (22 ha ooibos bij Hassel en Alveser See (met kleine camping) ten noorden van Hilgermissen (een zgn. dode arm van de Wezer)

## Belangrijke personen in relatie tot de gemeente

### Geboren
- Georg Dietrich Leyding (*Bücken, 1664 — †Braunschweig, 1710) organist en componist van kerkmuziek
- Carl Koldewey (* 26 oktober 1837 in Bücken ; † 17 mei 1908 in Hamburg) Duits Noordpoolgebiedonderzoeker, leidde in 1868 de eerste,  en in gezelschap van o.a. Julius von Payer,  in 1869/70  de tweede Duitse noordpoolexpeditie.
- Philipp Spitta (Wechold bij Hilgermissen, 27 december 1841 – Berlijn, 13 april 1894) , musicoloog.

### Overleden
- Adalbrand, overl. te Bücken in 1043, aartsbisschop van Bremen
- Gottlieb Pot d’Or (* 19 januari 1905 in Bremen; † 26 maart 1978 in Schweringen) Duits kunstenaar met Vlaamse "roots", als schilder leerling van Heinrich Vogeler , woonde van 1932 tot zijn dood in Schweringen, maakte veel wandschilderingen en mozaïekreliëfs voor in school- en bankgebouwen in zeer uiteenlopende stijlen. Pot d'Or exposeerde eenmaal in Nederland (Amsterdam en Rotterdam). Veel van zijn werken zijn, vooral vanwege de slechte kwaliteit van de ondergrond, verloren gegaan.

## Afbeeldingen

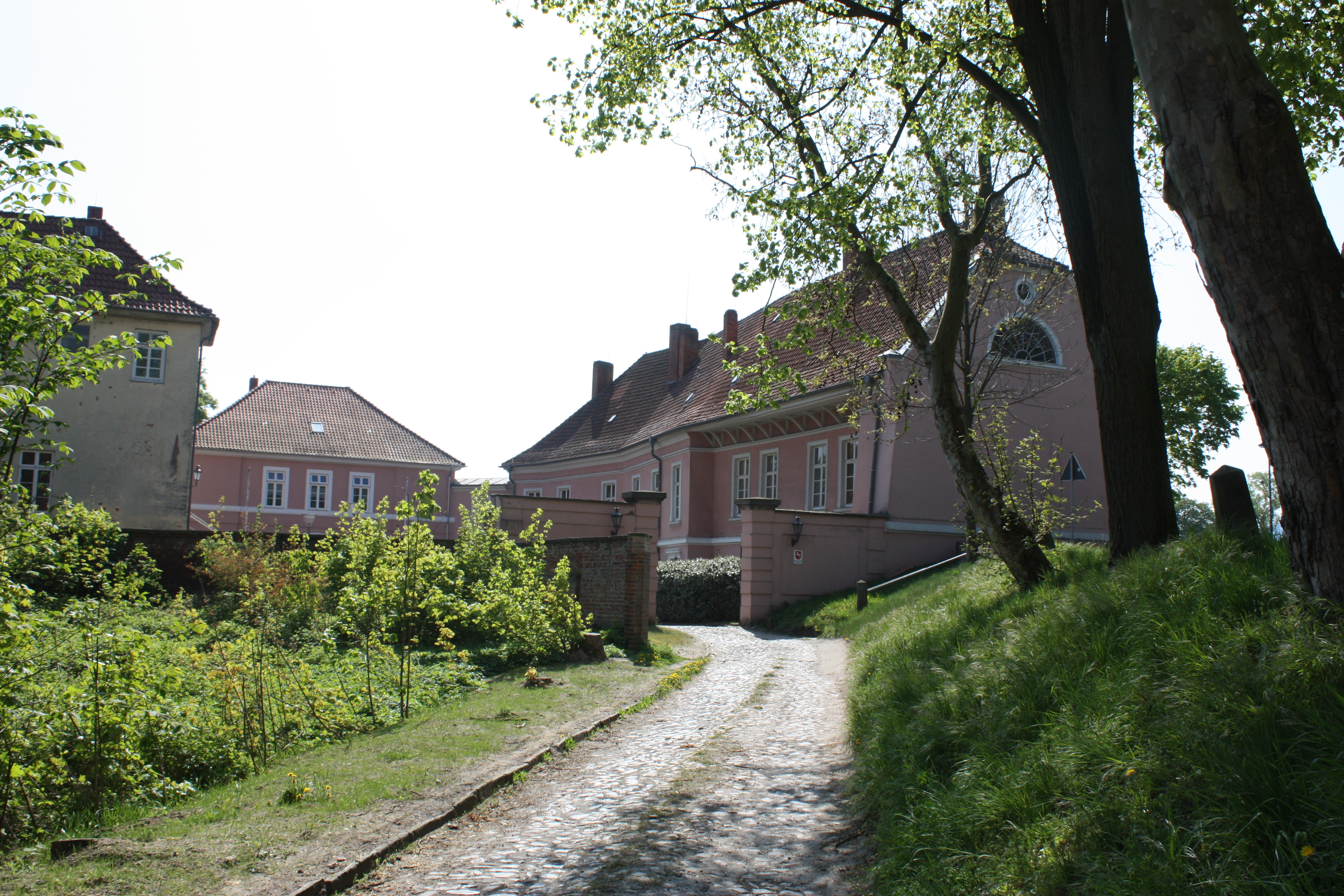
Hoya, 18e- en 19e-eeuws restant van het Slot Hoya
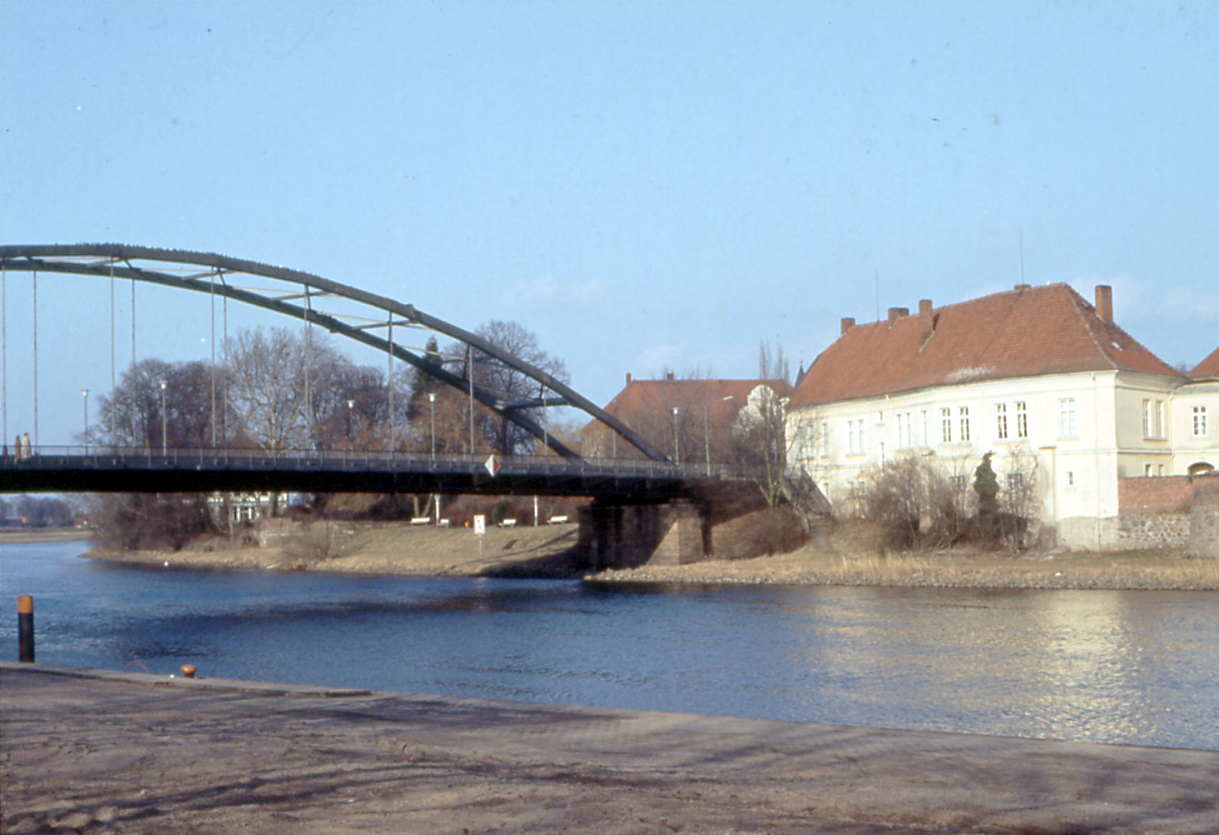
Brug over de Wezer te Hoya; op de achtergrond het voormalige Schloss Hoya
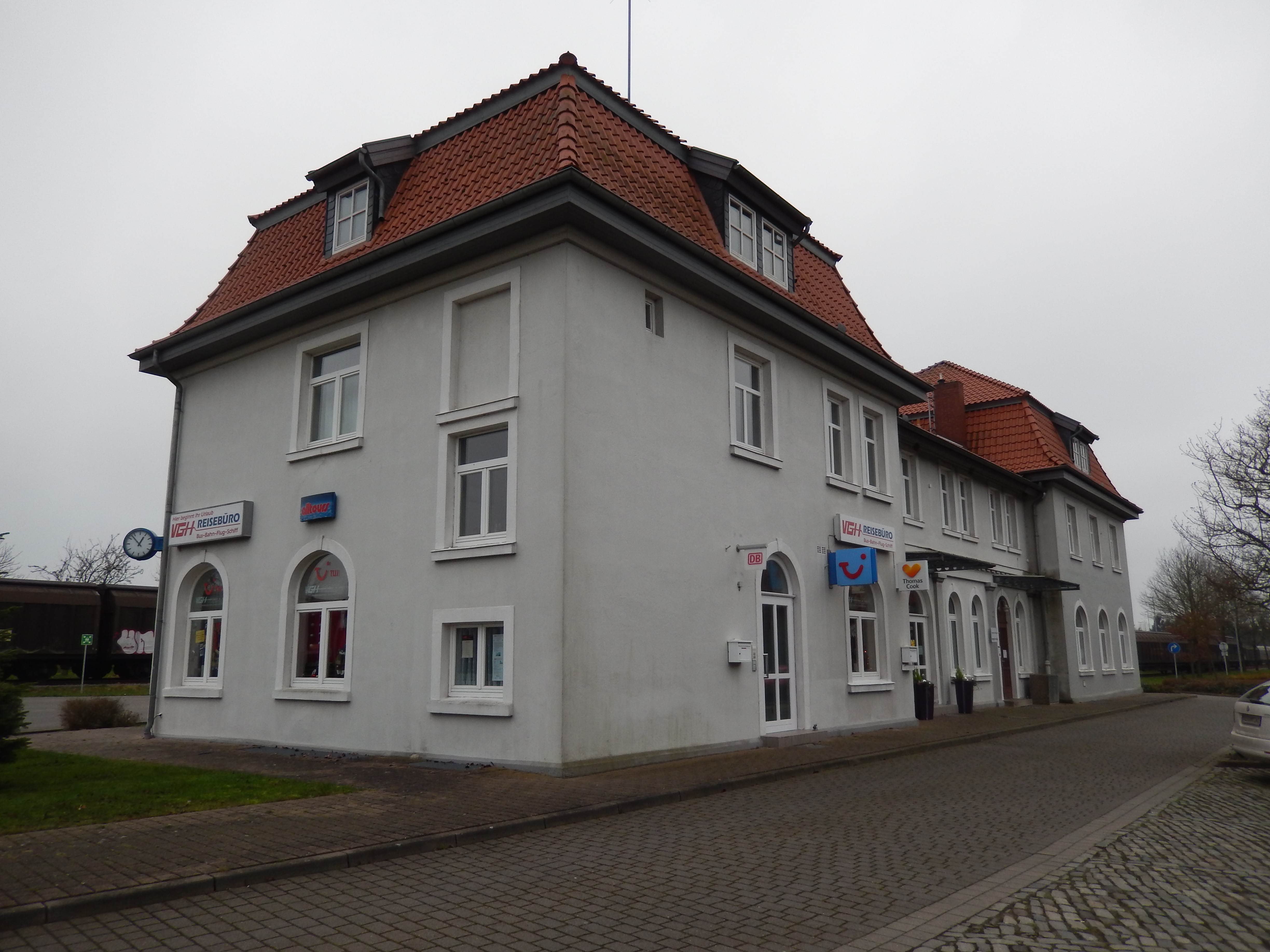
Station Hoya – zetel van de VGH, die toeristische ritten organiseert met de Kaffkieker
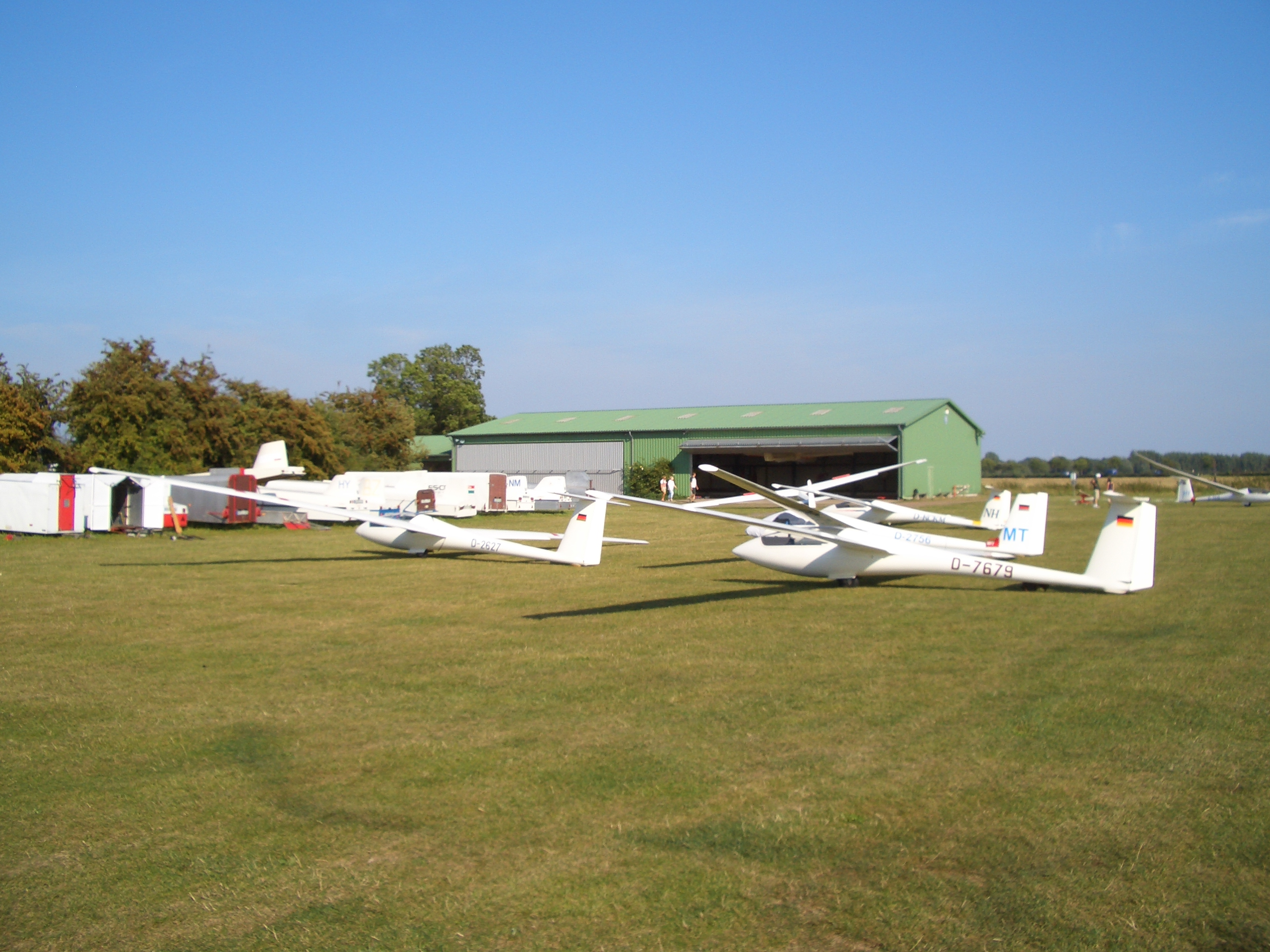
Zweefvliegterrein Hoya
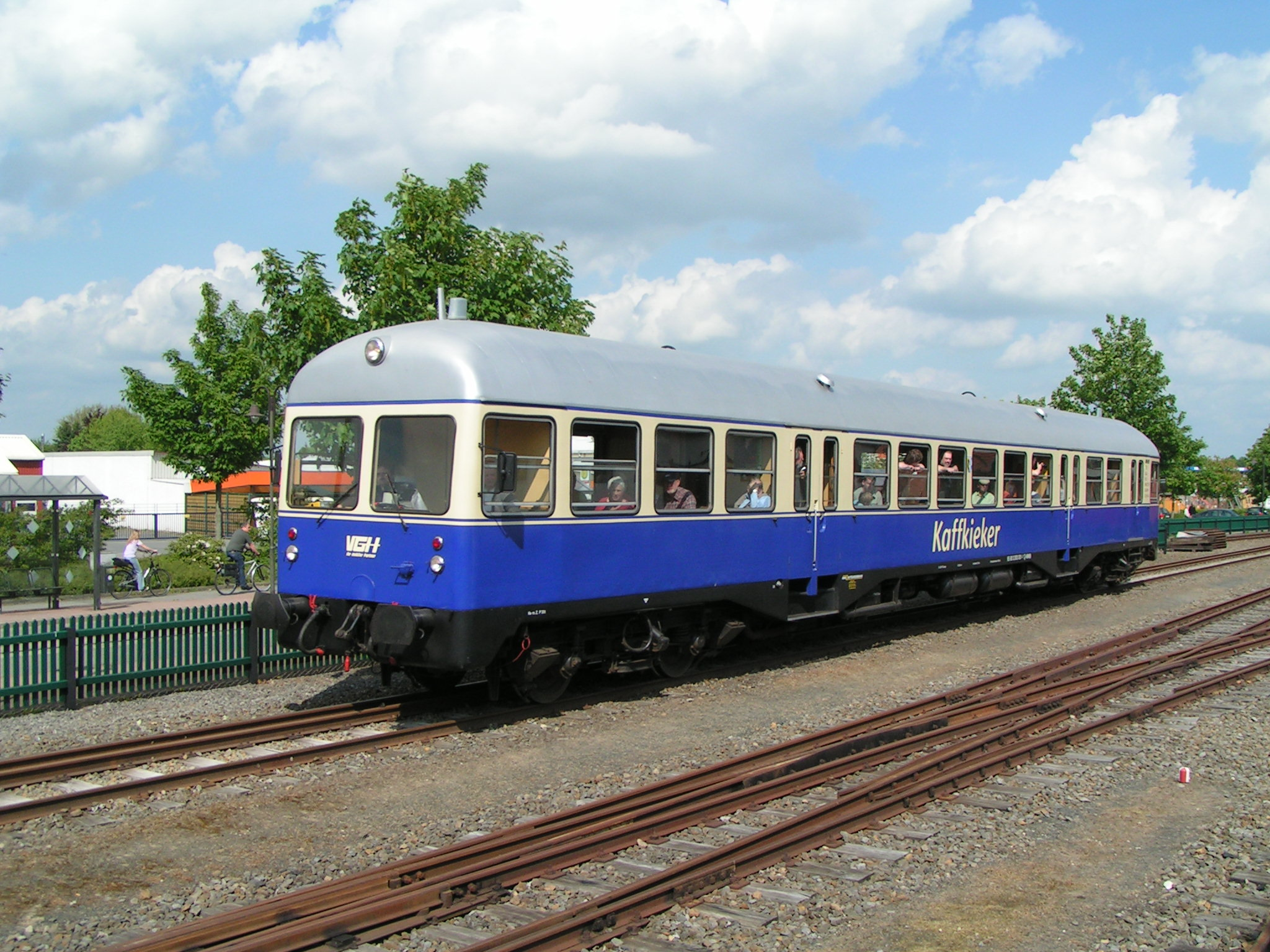
„Kaffkieker“-dieseltreintje in het station van Bruchhausen-Vilsen
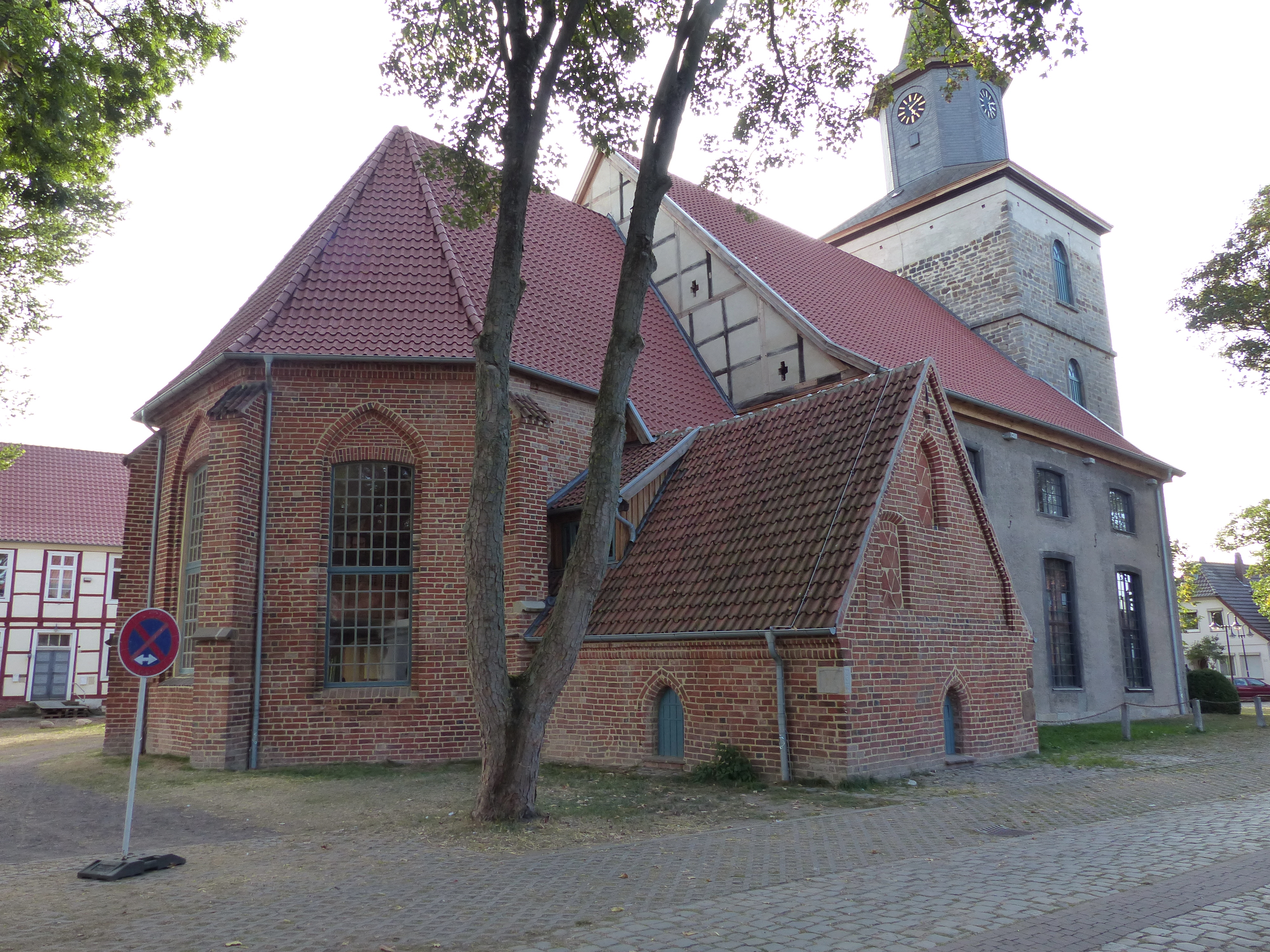
Voormalige Maartenskerk te Hoya
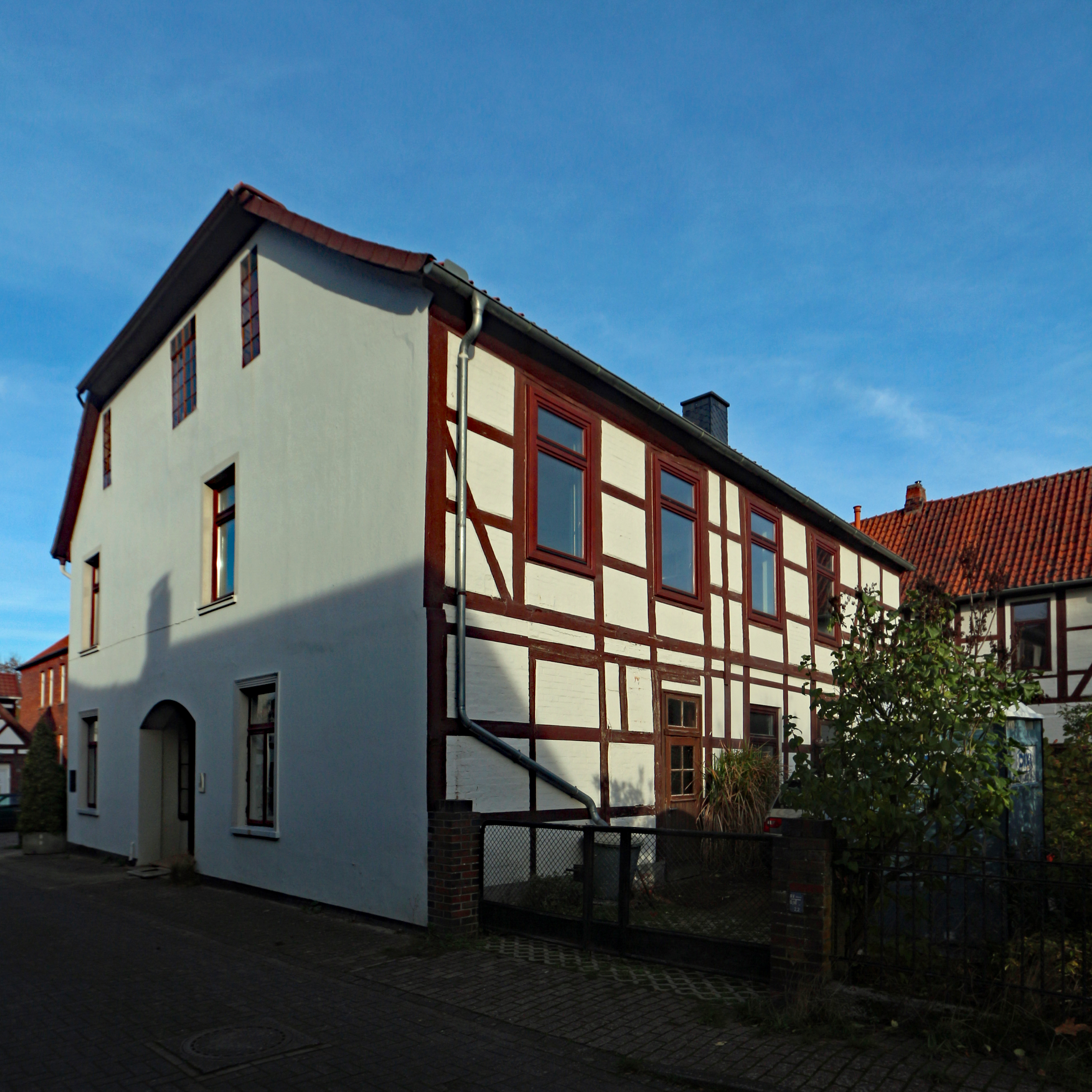
Mohrhoff-Haus,[3] Hoya
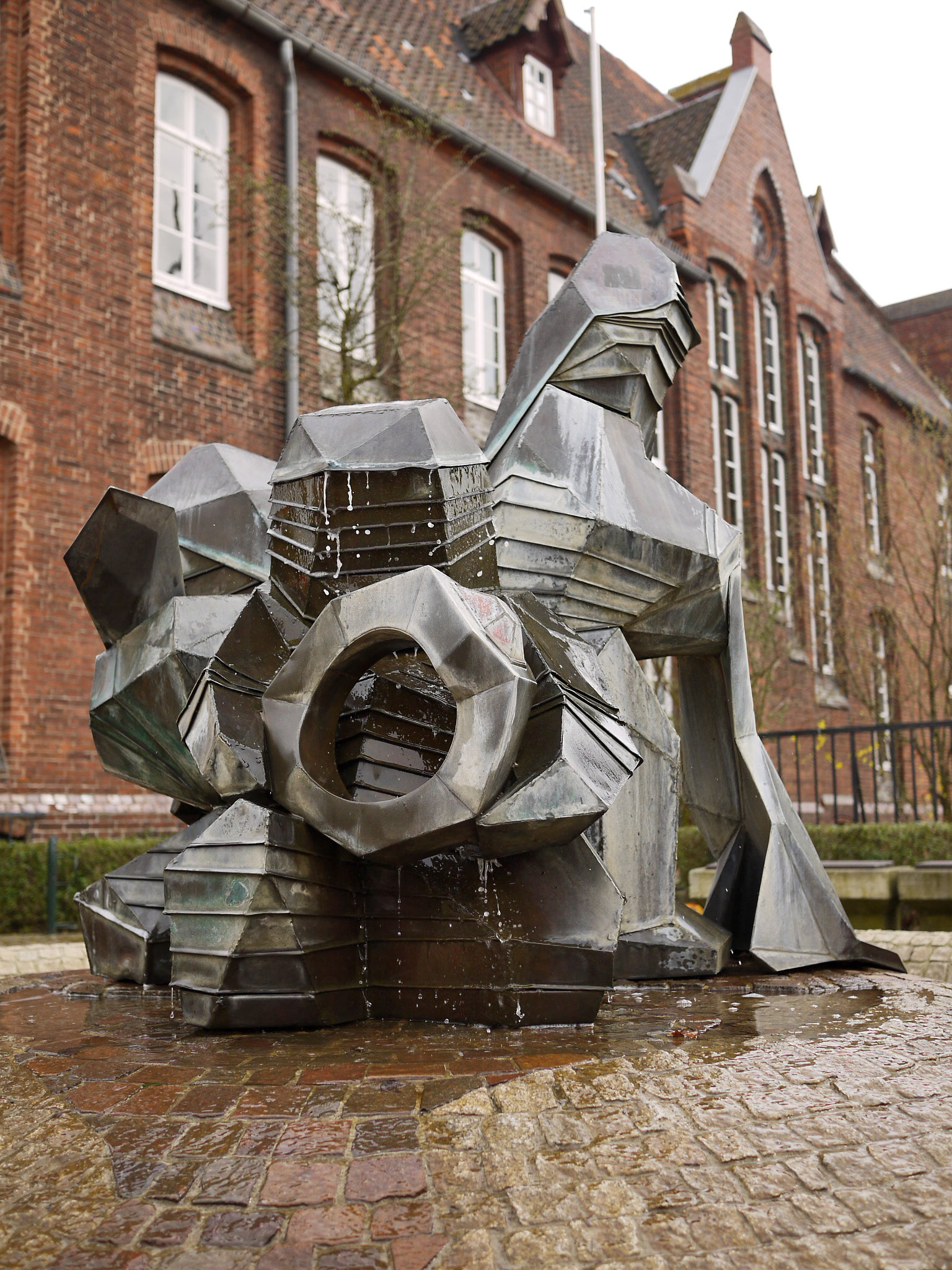
Fontein voor de lagere school te Hoya
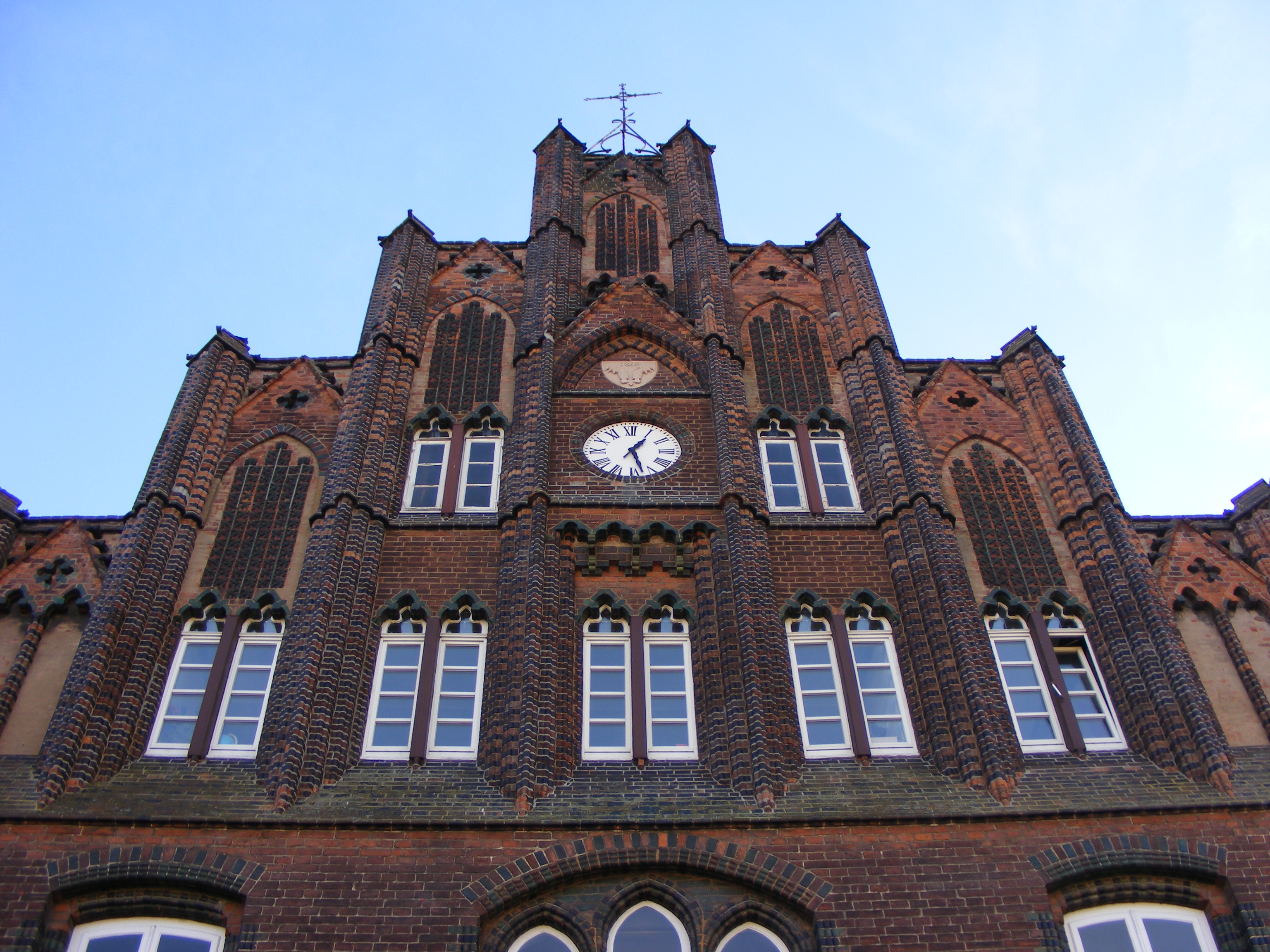
Lagere school te Hoya, monumentale gevel (1864) in neo-baksteengotiek
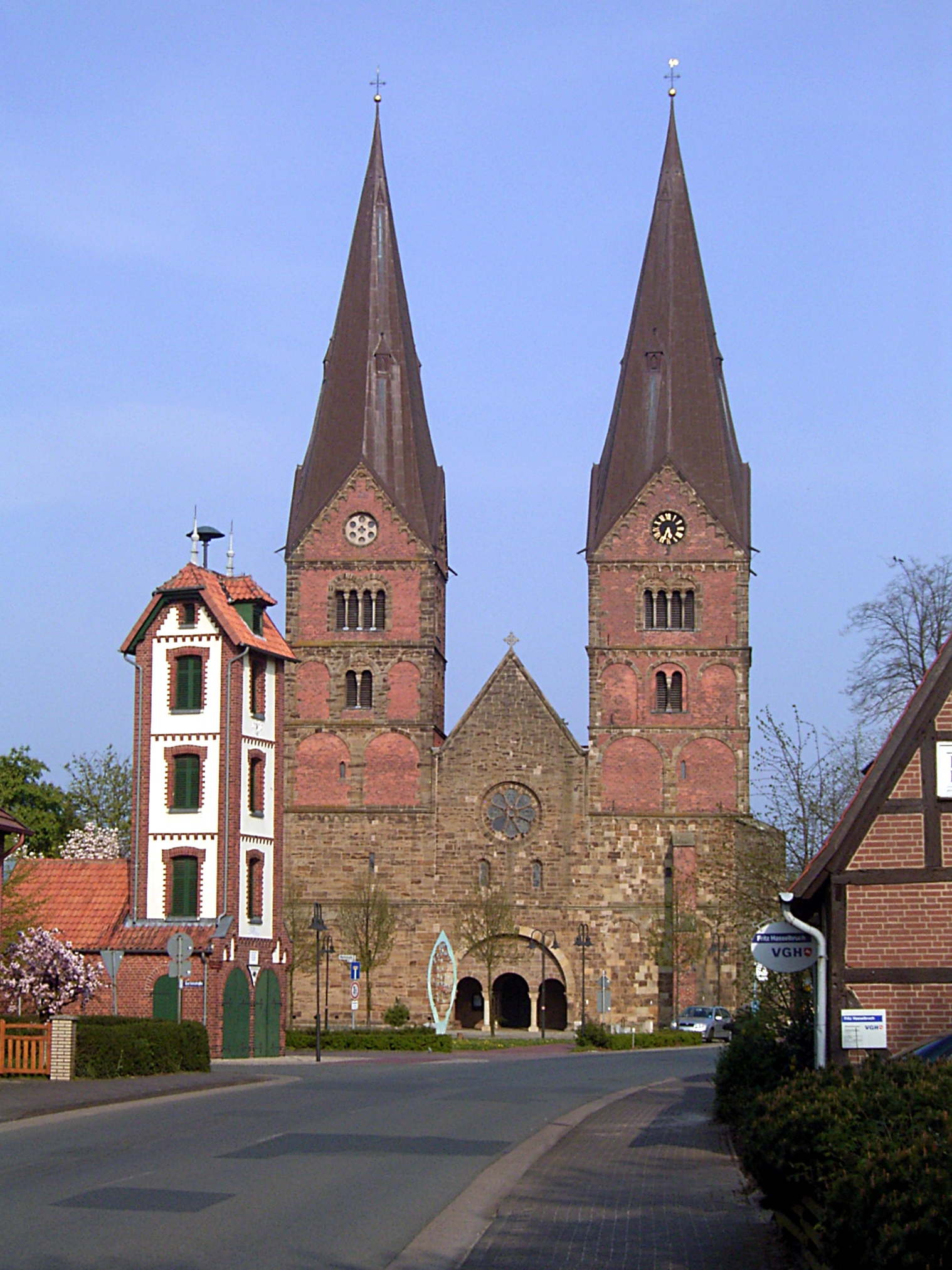
Stichtskerk Bücken
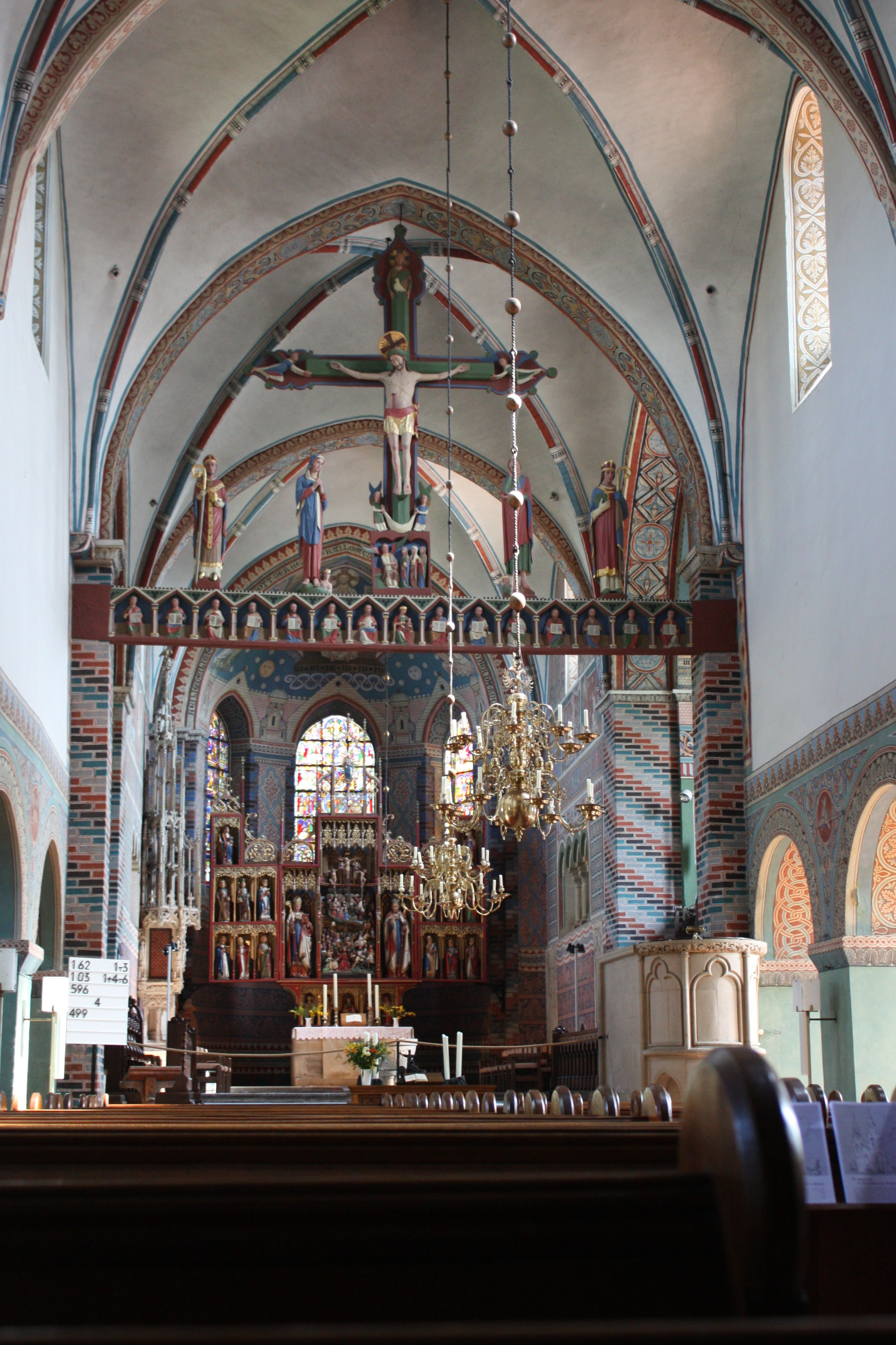
Triomfkruis, altaar en kansel in deze kerk
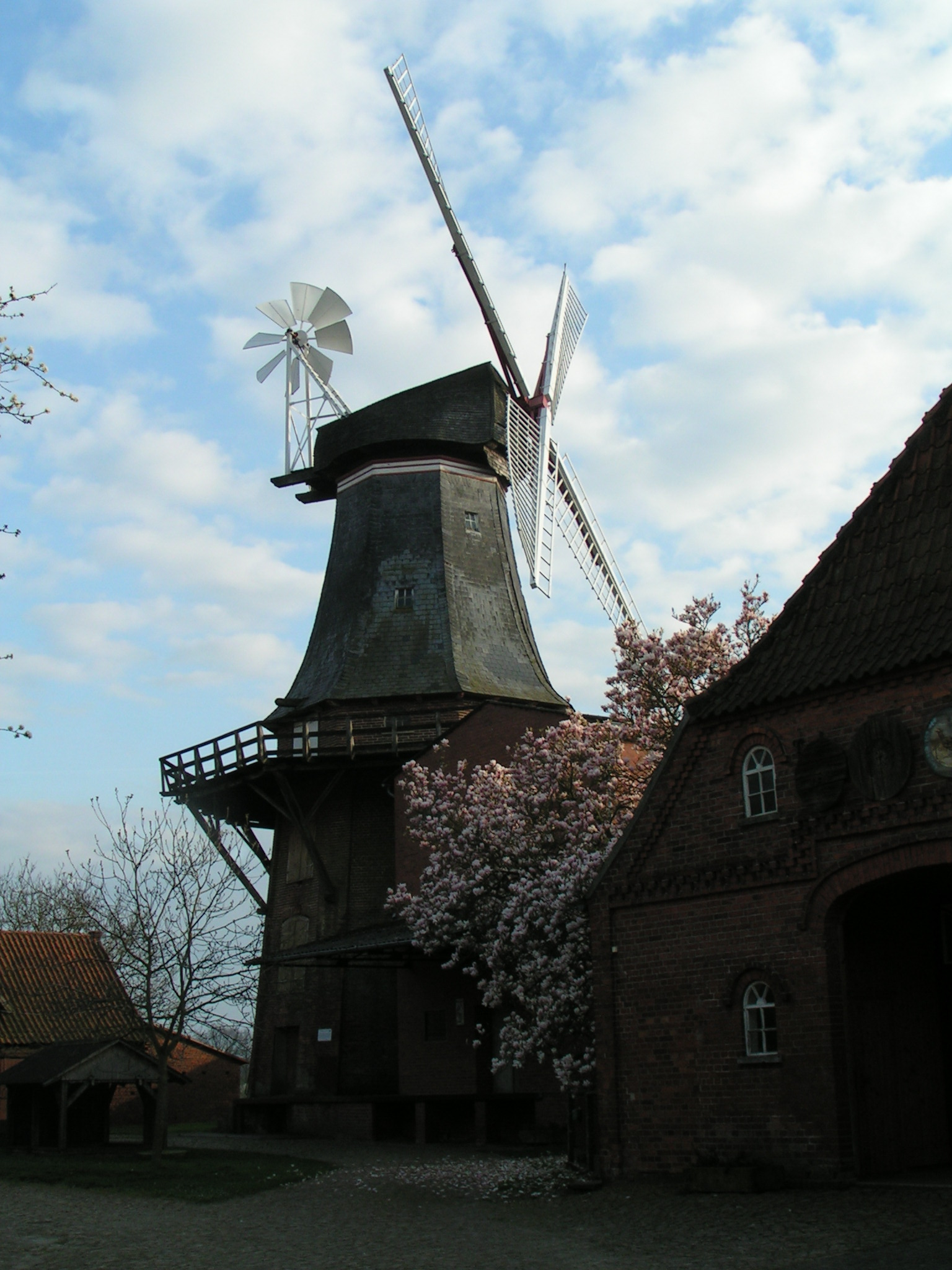
Molen in Hoyerhagen
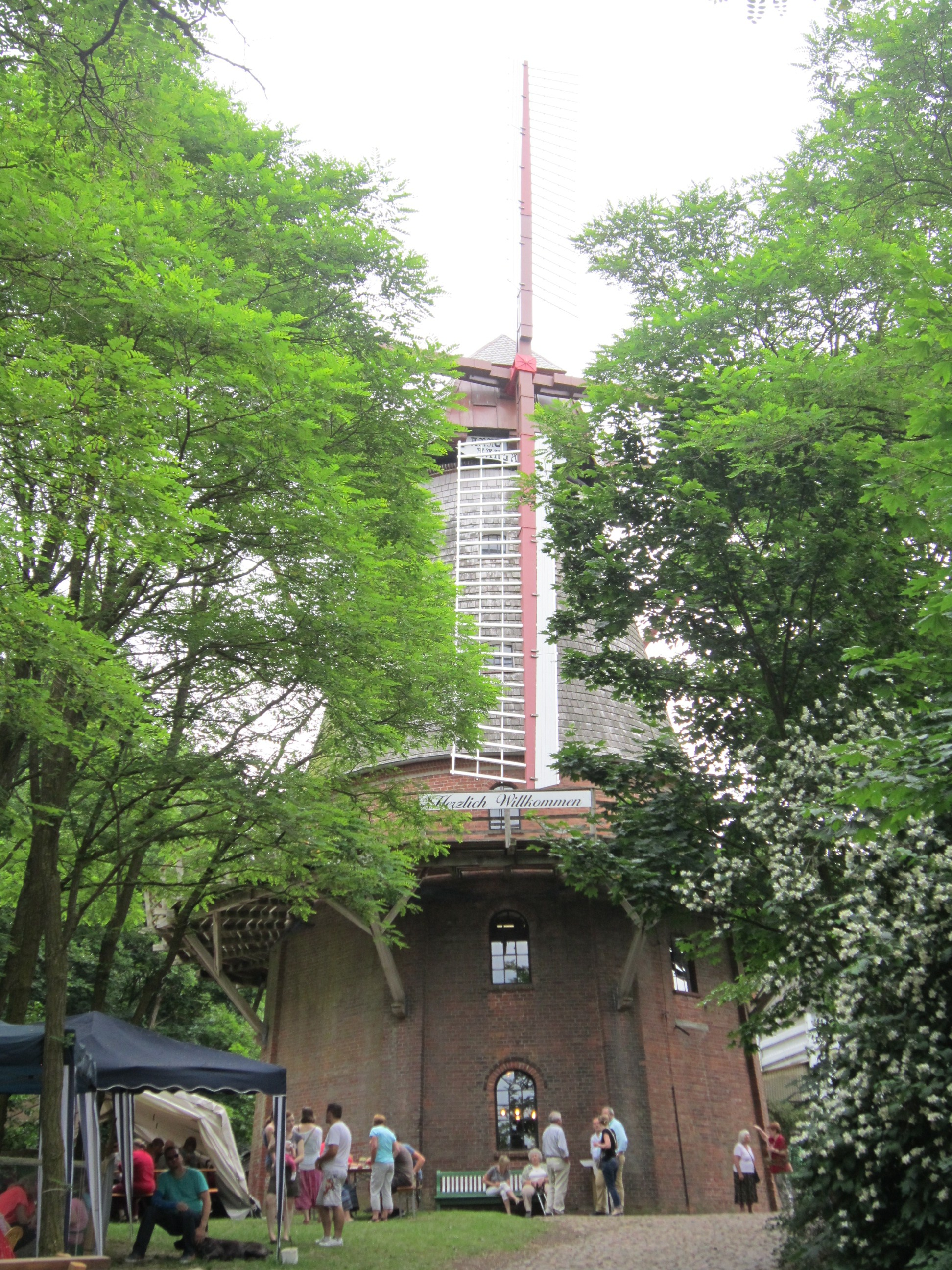
Molen te Eystrup
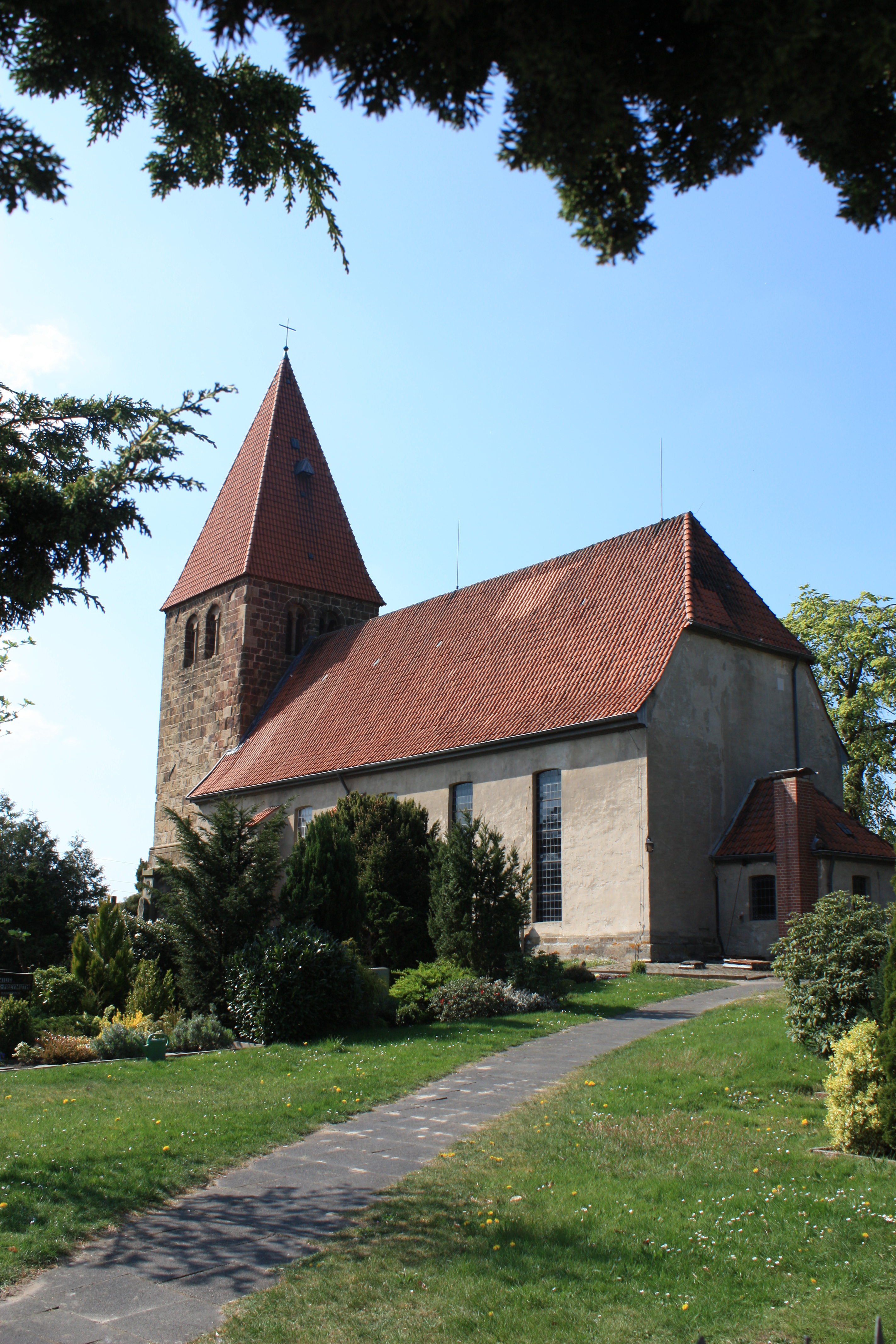
Evang.luth. Willehadi-kerk, Eystrup (18e eeuw; de toren dateert uit de middeleeuwen)
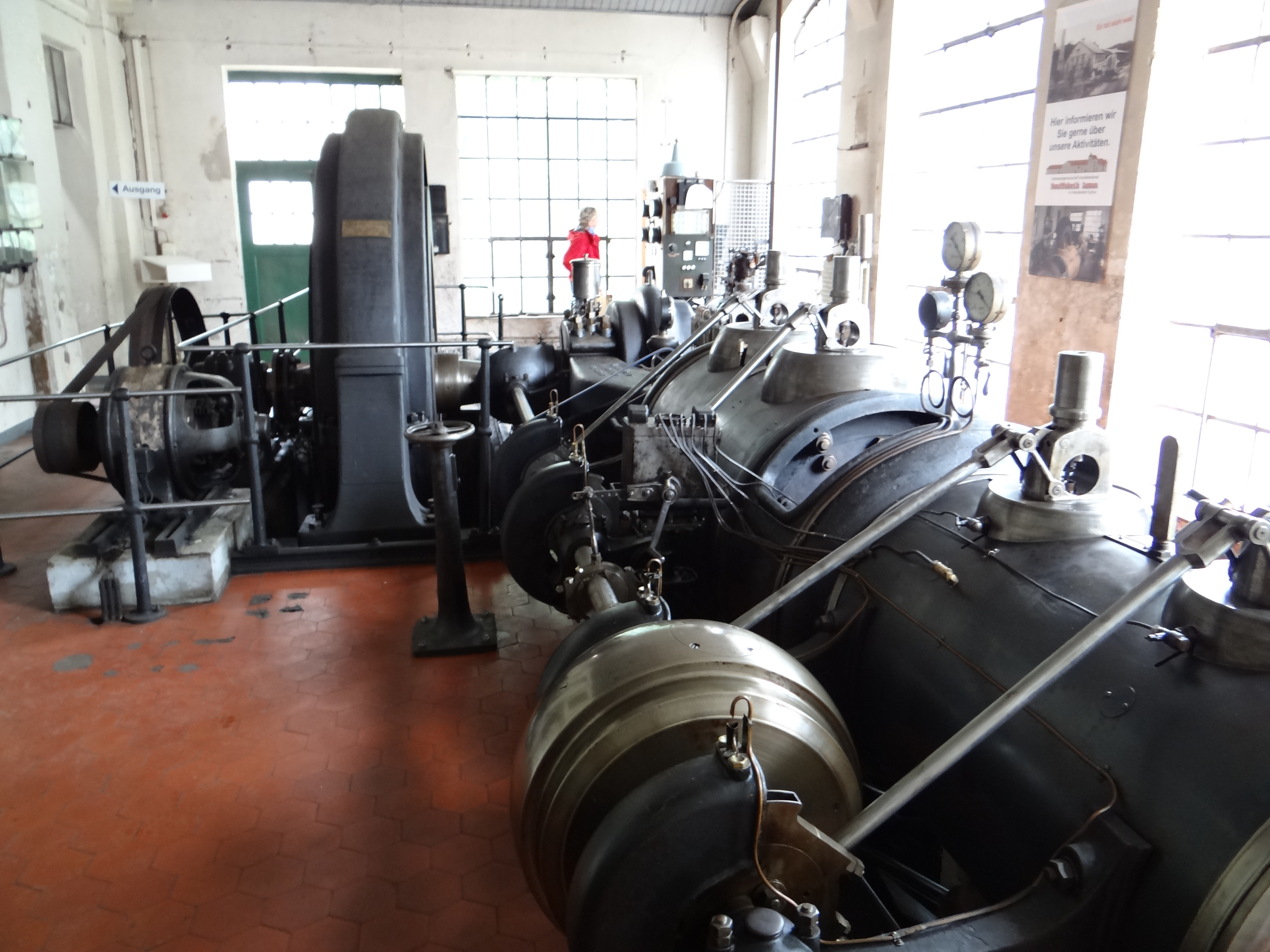
Stoommachine in Mosterdfabriek Leman te Eystrup
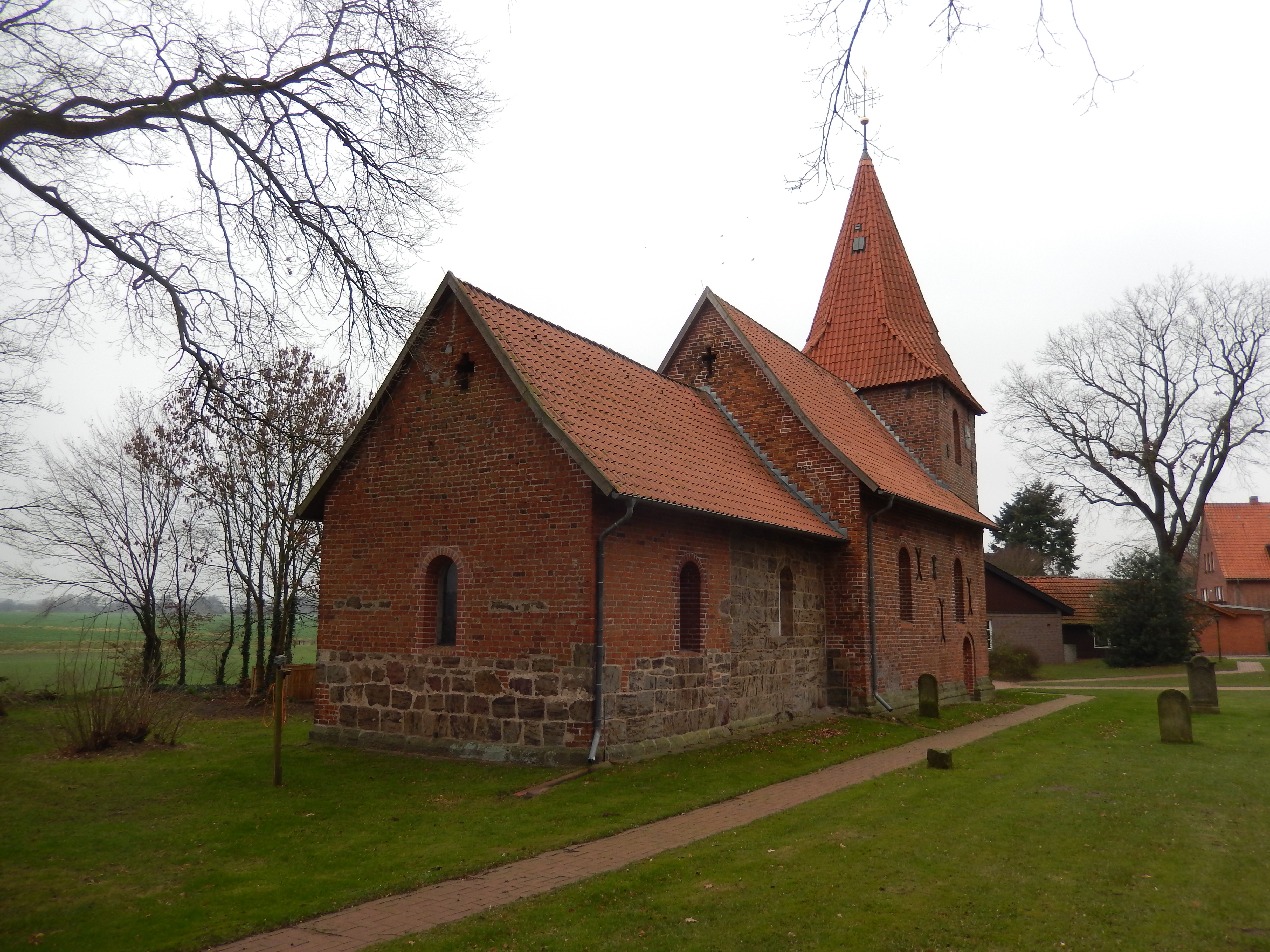
Hassel, Cosmas - en Damianuskerk (12e-13e eeuw)
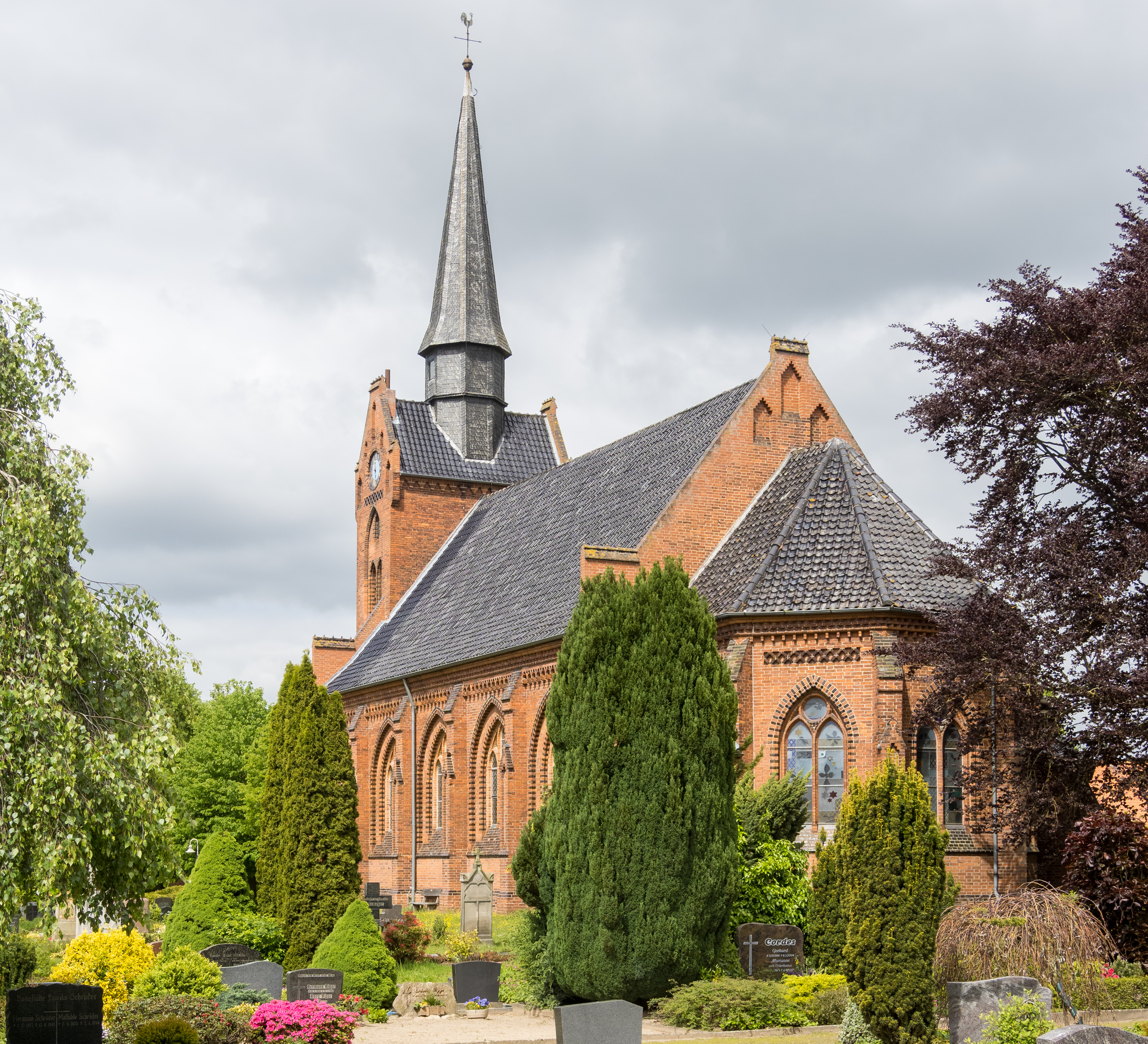
Sint-Joriskerk,  Eitzendorf bij Hilgermissen
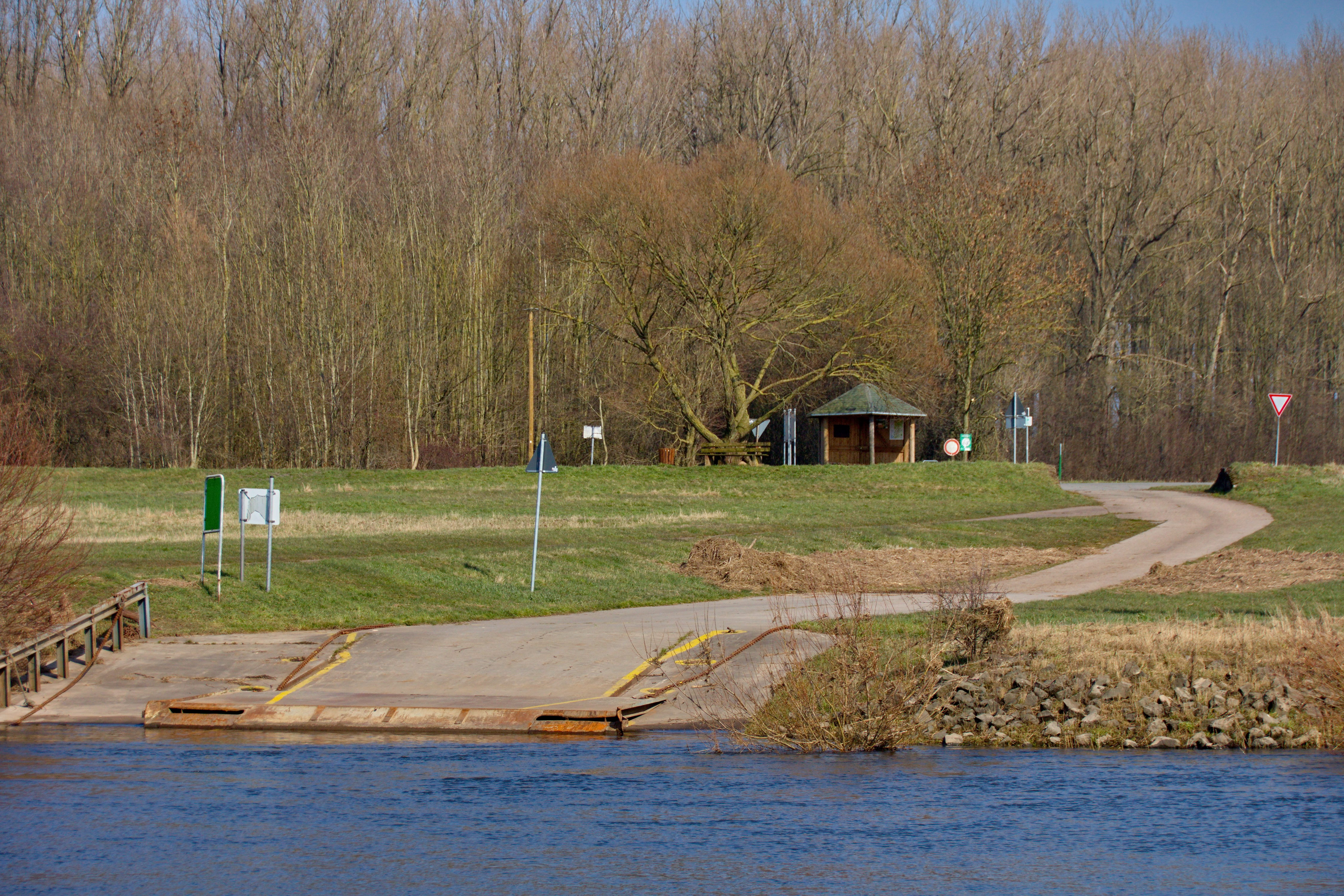
Aanlegplaats Wezerpontveer Schweringen-Gandesbergen
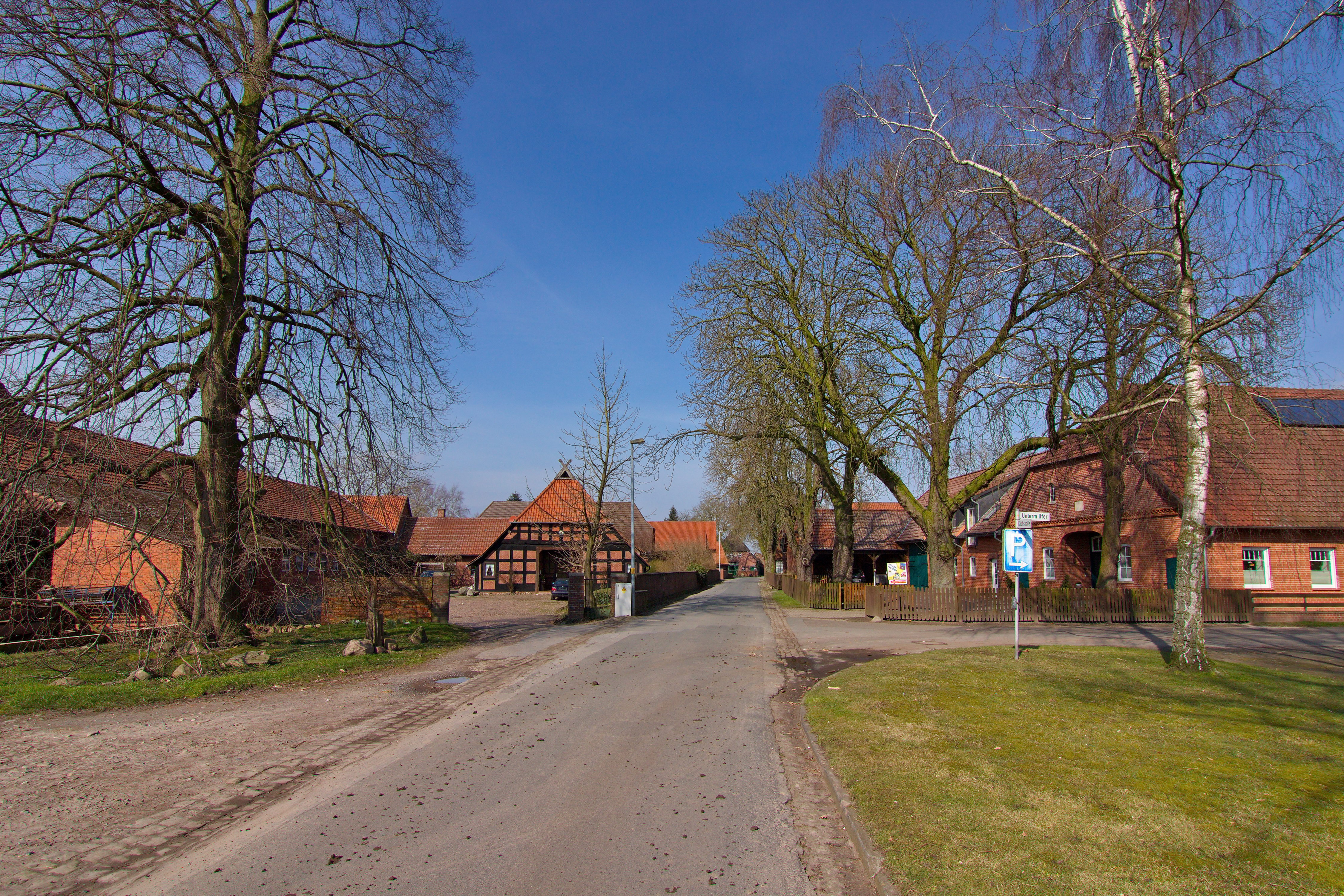
Kijkje in Schweringen; links van het midden een voor de streek karakteristieke vakwerkboerderij
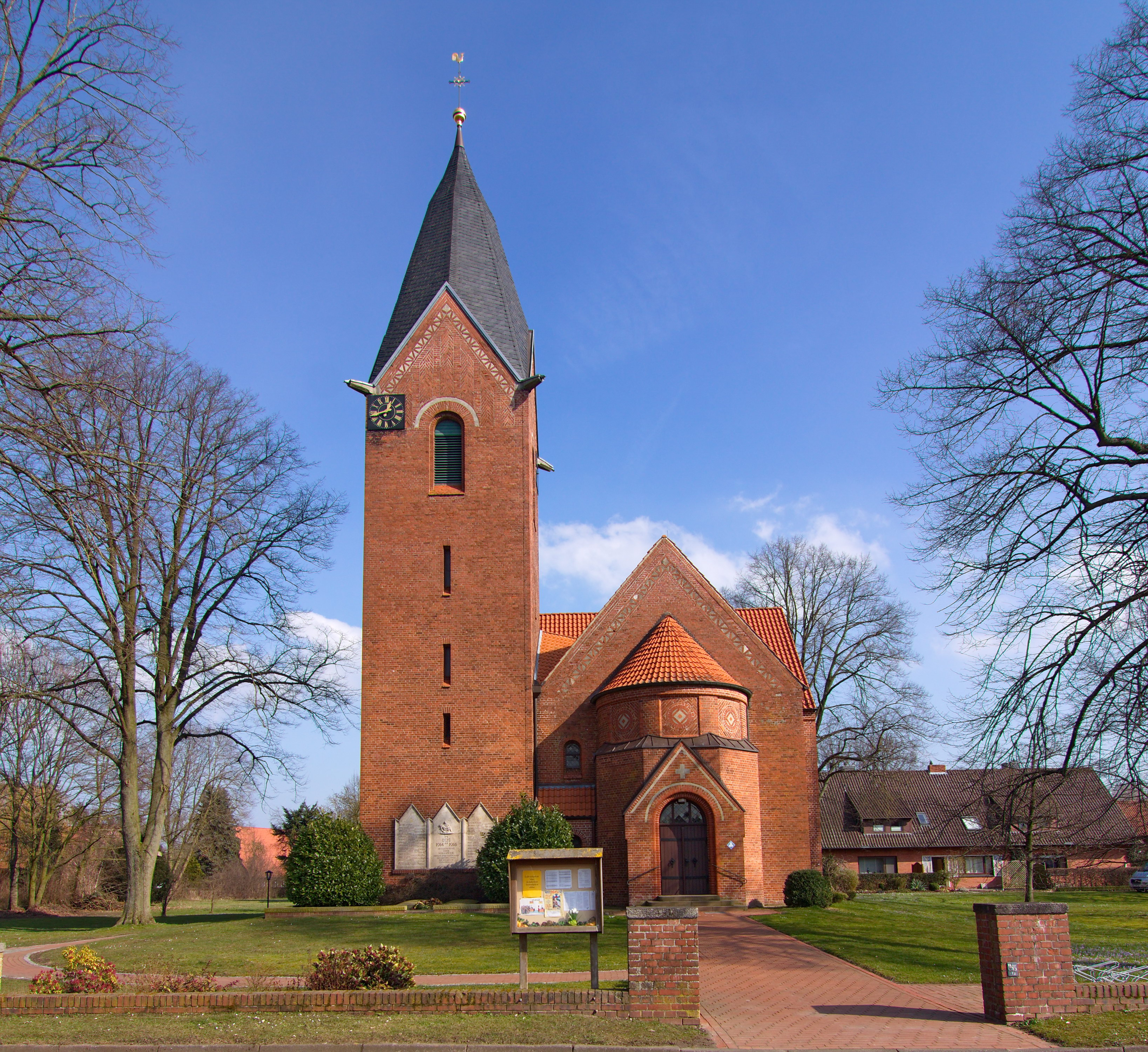
Evang.-lutherse Kruiskerk (1934)[5], Schweringen
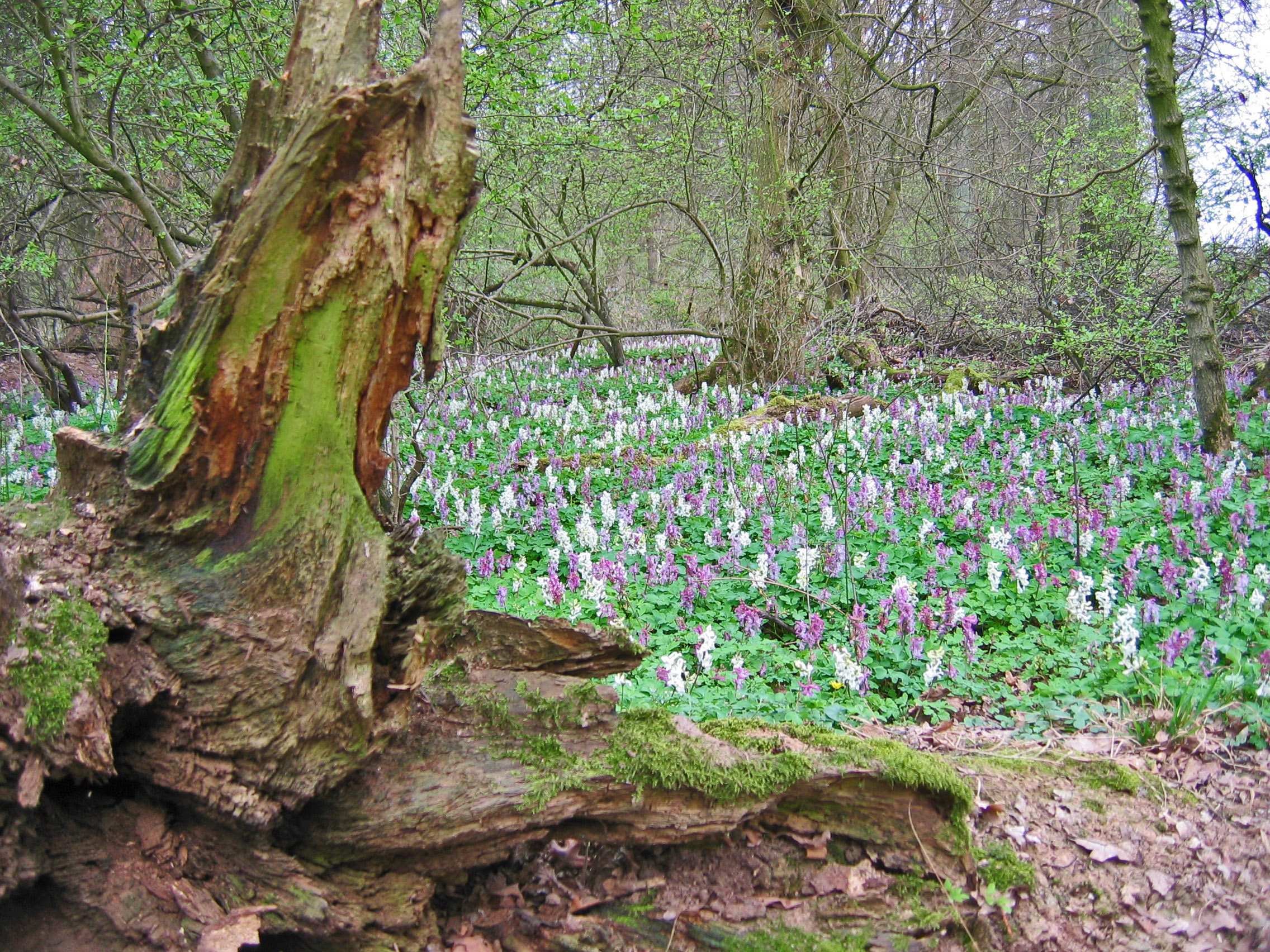
Bloeiende holwortel in natuurgebied Alhuser Ahe bij Hassel
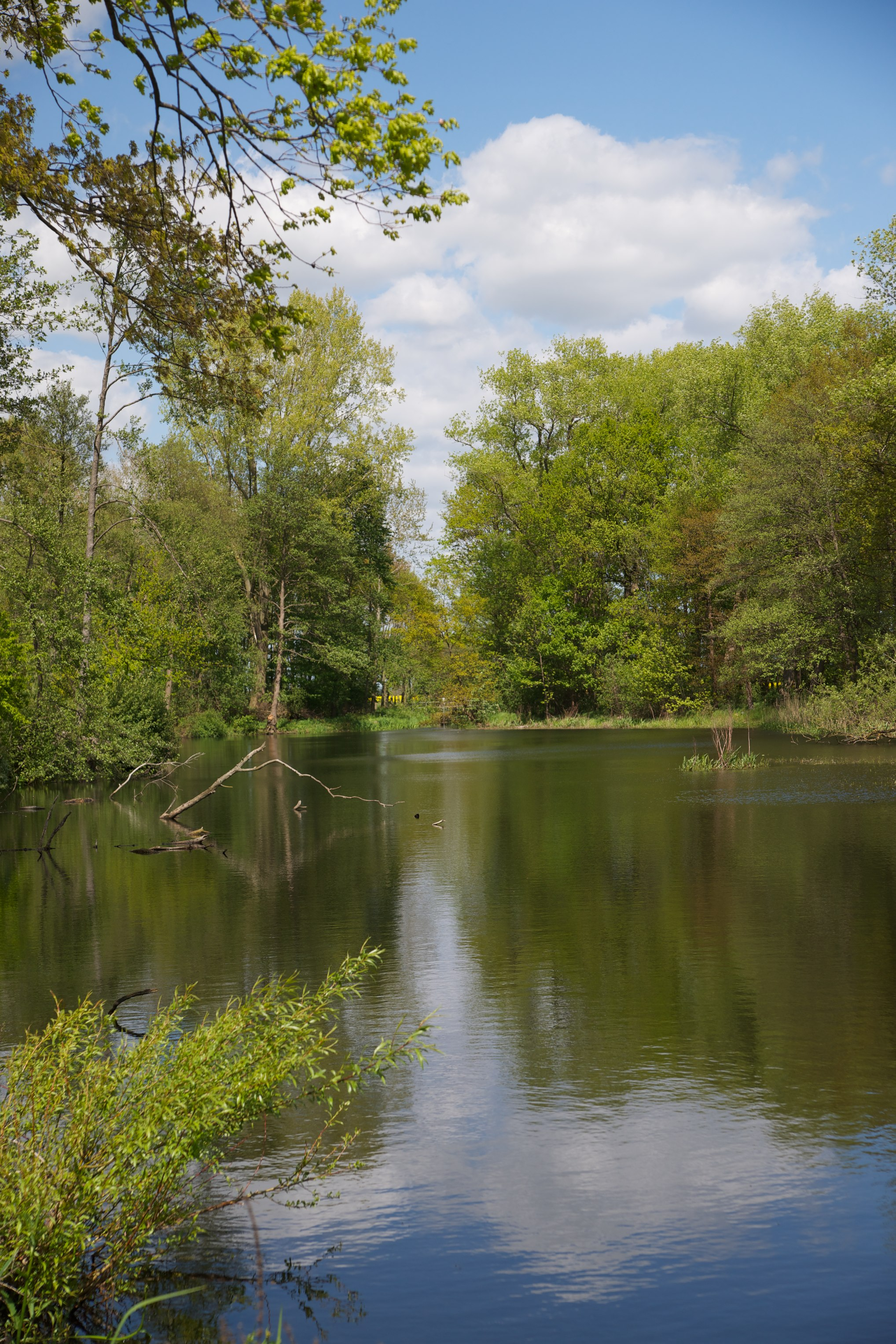
Alveser See
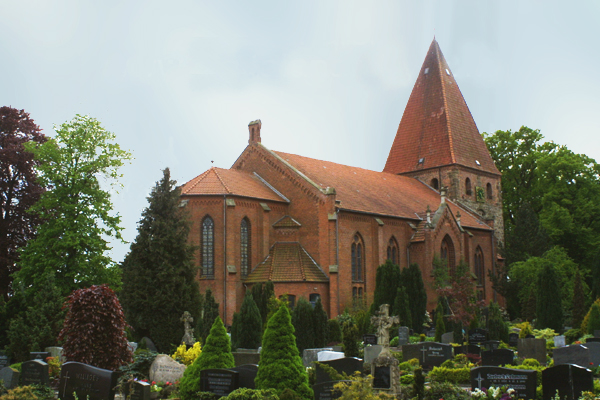
Evang.-lutherse Mariakerk Wechold bij Hilgermissen (19e eeuw; onderste deel toren 13e eeuw)
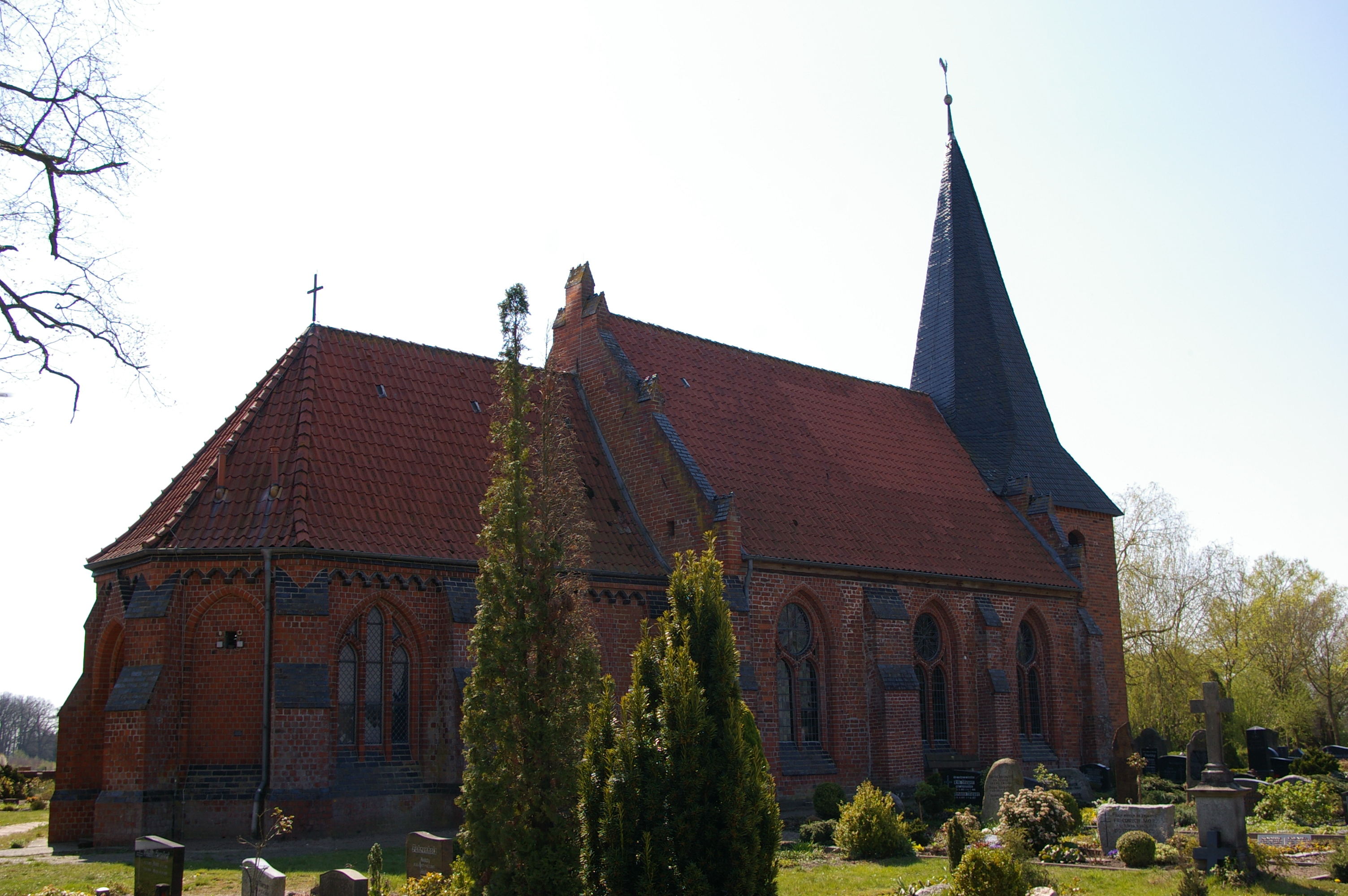
H.Kruiskerk, Hoyerhagen
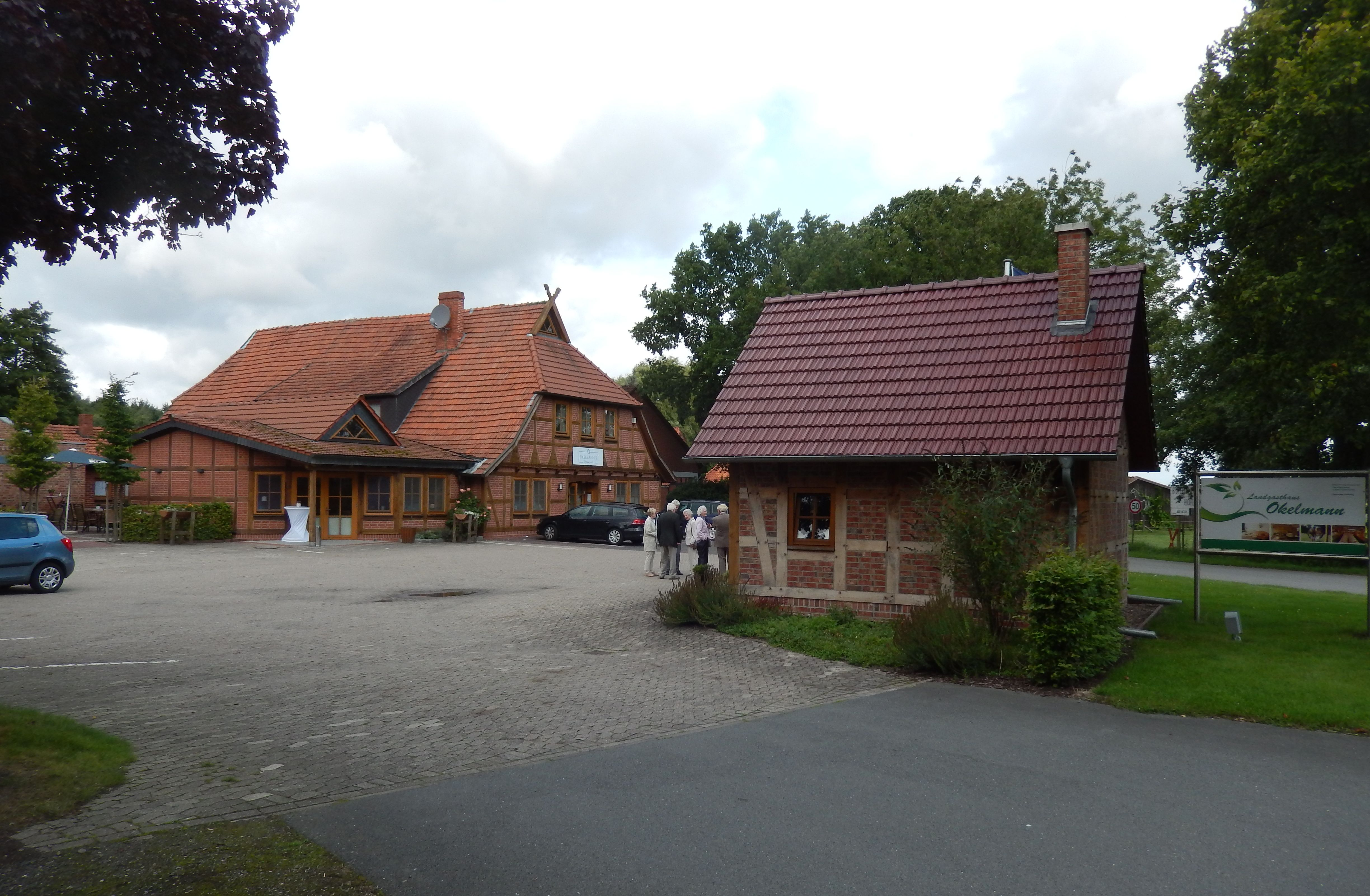
Partyboerderij Warpe

## Partnergemeentes
- Erdmannsdorf gem. Augustusburg,  in Saksen (uitgaande van Bücken)[6]

Balge · 
Binnen · 
Bücken · 
Diepenau · 
Drakenburg · 
Estorf · 
Eystrup · 
Gandesbergen · 
Hämelhausen · 
Haßbergen · 
Hassel (Weser) · 
Heemsen · 
Hilgermissen · 
Hoya · 
Hoyerhagen · 
Husum · 
Landesbergen · 
Leese · 
Liebenau · 
Linsburg · 
Marklohe · 
Nienburg/Weser · 
Pennigsehl · 
Raddestorf · 
Rehburg-Loccum · 
Rodewald · 
Rohrsen · 
Schweringen · 
Steimbke · 
Steyerberg · 
Stöckse · 
Stolzenau · 
Uchte · 
Warmsen · 
Warpe · 
Wietzen